# Хронічний тонзиліт
Хроні́чний тонзилі́т — захворювання, яке характеризується хронічним запальним процесом, переважно в піднебінних мигдаликах.
Мигдалики є природним бар'єром на шляху інфекції, але при ослабленні захисних властивостей організму самі можуть слугувати її джерелом. До характерних ознак хронічного тонзиліту відносять тимчасовий або постійний біль у горлі, утруднення при ковтанні та диханні, відчуття сухості та подразнення в ротоглотці, неприємний запах з рота.

## Етіологія
Розвивається внаслідок повторних ангін або гострих дитячих інфекцій.
Іншою причиною розвитку хронічного тонзиліту може бути порушення реактивності організму, внаслідок чого знижується захисна реакція піднебінних мигдаликів. Впливають на виникнення тонзиліту переохолодження, неповноцінне харчування, перевантаження (послаблений імунітет). Розвитку хвороби сприяють розрощення аденоїдної тканини, хронічний синусит, викривлення носової перегородки, хронічний риніт.
Найчастіше збудниками хронічного тонзиліту є:
- стрептококи (домінує бета-гемолітичний стрептокок групи A);
- стафілококи;
- аденовіруси;
- асоціації збудників (включаючи гриби).

## Симптоми
Неприємні відчуття, біль у горлі, що віддає у вуха, іноді запах із рота. Часто тривала субфебрильна температура увечері, слабкість, головний біль, зниження працездатності. У більшості хворих часті ангіни в анамнезі. Нерідко ускладнення з боку серця, суглобів, нирок. При огляді мигдалики збільшені, у лакунах гнійні або творожисті пробки. Іноді збільшені та хворобливі підщелепні лімфатичні вузли.

## Лікування
При відсутності ускладнень — консервативне лікування (промивання лакун антисептичними розчинами, внутрішньоротові ультрафіолетові опромінення мигдаликів, УВЧ на збільшені лімфатичні вузли). При неуспішному лікуванні, а також при ускладненнях — видалення мигдаликів (тонзилектомія). Зазвичай показання до видалення мигдаликів виникають при стрептококовій ангіні у поєднанні з тонзилітом, які виникають більше 4 разів на рік.